# متطلبات الحصول على تأشيرة لمواطني الجزائر

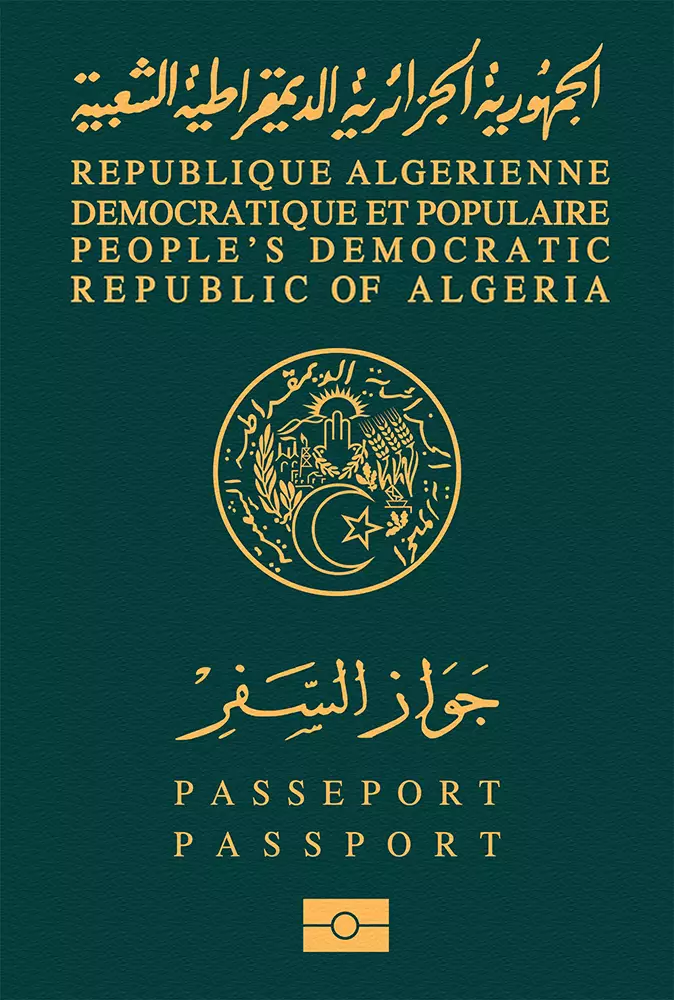
جواز السفر الجزائري البيومتري

متطلبات التأشيرة للمواطنين الجزائريين هي شروط دخول إدارية تفرضها سلطات الدول الأخرى على مواطني الجزائر . اعتبارًا من عام 2024 أصبح بإمكان المواطنين الجزائريين الدخول إلى 56 دولة وإقليم بدون تأشيرة أو تأشيرة عند الوصول ، مما جعل جواز السفر الجزائري يحتل المرتبة 83 من حيث حرية السفر وفقًا لمؤشر هينلي لجوازات السفر.

## خريطة متطلبات التأشيرة

الدول والمناطق التي يمكن دخولها بدون تأشيرة أو بتأشيرة عند الوصول لحاملي جوازات السفر الجزائرية العادية.
الجزائر
الدخول بدون تأشيرة/تأشيرة إلكترونية
تأشيرة عند الوصول
تأشيرة إلكترونية
تأشيرة متاحة عند الوصول أو عبر الإنترنت
تأشيرة مطلوبة

## الأراضي التابعة أو المتنازع عليها أو المحظورة
الدول غير المعترف بها أو المعترف بها جزئيًا
الأقاليم التابعة والمتمتعة بالحكم الذاتي

## أنظر أيضا
- سياسة التأشيرات في الجزائر
- جواز سفر جزائري